# 6762 Cyrenagoodrich
A 6762 Cyrenagoodrich (ideiglenes jelöléssel 1981 EC25) a Naprendszer kisbolygóövében található aszteroida. Schelte J. Bus fedezte fel 1981. március 2-án.